# Arturo Moya Grau
Luis Arturo Moya Grau (Valparaíso, 13 de septiembre de 1920-Santiago, 5 de julio de 1994) fue un  dramaturgo, escritor y actor chileno, considerado «el padre de las teleseries» o el «Shakespeare chileno» tanto en su país como en varios países latinoamericanos.

## Primeros años de vida
Era hijo de Arturo Moya Palacios, un contador, y de Inés Grau Tuno. Realizó sus estudios secundarios en el Liceo Eduardo de la Barra de Valparaíso.

## Carrera artística

### Comienzos
Desde joven hacía representaciones en la Radio Cooperativa de Valparaíso, en el programa “La Hora del Niño y de la Hada Madrina”, que conducía la connotada dama viñamarina doña Berta Rioja. Para ello usaba una antigua máquina de escribir que le prestaban en una funeraria. En esos libretos cultivaría una de las características que le marcaron durante su trayectoria: incluir en sus obras personajes que el mismo representaba; en el caso de las obras infantiles, el famoso “Duende Bimbo”. Siempre combinó el humor y el dramatismo. Cuando era muy joven se convirtió en libretista de radioteatros, y con la ayuda de su primera esposa, la actriz Luchita Botto, tuvo un éxito extraordinario que abarcó más allá de las fronteras de Chile, llegando a Perú, Bolivia y Argentina.
Comenzó su carrera literaria y dramática escribiendo guiones para radionovelas a mediados de la década de 1950 en la radio Nuevo Mundo, donde departió como escritor y actor con figuras como Mirella Latorre, Justo Ugarte, María Maluenda, Elizabeth Hernández, Shenda Román, Aníbal Reyna, Alfredo Mendoza y Osvaldo Mendoza.
Durante la década de 1960, Arturo Moya Grau viajó por primera vez a México, en ese entonces, con una producción televisiva y cinematográfica comparada a la de Estados Unidos para los países de Latinoamérica. Allí, escribió sus primeros guiones para la televisión, entre los cuales destaca el exitoso “Rosario, un ángel en el fango”. A fines de los 60 regresa a Chile para formar una de las primeras productoras profesionalizadas que se conocieron en nuestro país, Protab, de carácter muy independiente. La televisión recién se encontraba en sus comienzos y aún era universitaria. Las obras que se realizaban eran prácticamente artesanales y los teleteatros de pocos capítulos, normalmente de cinco o siete. Además, los libretistas de televisión recién comenzaban a formarse, destacando entre ellos Edgardo Andrade, Alicia Santaella, Oscar Toro, Oscar Vidales y el brasileño Herval Rosanno. La tendencia principal era adaptar obras de teatro al formato del teleteatro y producirlas en pocas entregas. 
En 1969, Canal 13 lo convoca como libretista de radionovelas. Con más de veinte años de experiencia en ese género tradicional, pero poco apreciado en el mundo académico, adapta para la televisión una de sus viejas ficciones: “El Rosario de Plata”, en cuarenta y ocho capítulos, con un éxito sorprendente. Moya Grau, por medio de Protab, produce las primeras teleseries larga duración de producción nacional, destacando entre ellas “El padre Gallo”, “El Rosario de Plata” y “María José”. Posteriormente, vuelve a México y escribe “Los años felices” y “La colorina”, lo cual lo hace merecedor del “Azteca de Oro”, premio que por primera vez recibía un libretista extranjero. A principios de los años 70, a raíz del ejemplo de las teleseries de Moya Grau, en Chile se comienza a desarrollar una interesante producción de ellas, que combinaban adecuadamente las necesidades del consumo del espectador nacional con el fin social y cultural que postulaban los canales del Estado y de las universidades. Así, surgen series como “Manuel Rodríguez” y “Balmaceda” de Jorge Inostroza, “La sal del desierto”, de Sieveking, y otras, todas con más de treinta capítulos y un muy buen nivel técnico para lo que existía en esos momentos en Latinoamérica.
El golpe militar de 1973 interrumpió abruptamente toda la producción nacional. Se desconfió no sólo de los actores, sino también de los libretistas, por lo cual nuevamente se comenzó a importar teleseries, principalmente brasileñas y mexicanas, aprobadas previamente por el régimen militar existente. Fue precisamente la teleserie de Arturo Moya Grau “J.J. Juez”, la que rompió esta constante, por lo cual volvieron a la televisión las producciones y los actores nacionales que hasta ese entonces tenían muy poco trabajo. No está de más recordar que era Canal 13 el que transmitía estas teleseries, que, paradójicamente, mostró en ese aspecto mayor apertura que Televisión Nacional, que ese entonces estaba totalmente intervenido por el gobierno, al igual que el canal de la Universidad de Chile.
Acompañado entonces por su segunda esposa, la actriz Esther Mayo. El autor, con su habitual capacidad creativa, construía los libretos y guiones, adaptaba obras y acentuaba textos en lenguaje actoral chileno. De ese modo, surgieron obras como “Sol tardío” en 1976, “La colorina” en 1977, con la inolvidable Liliana Ross en el papel principal, y, por supuesto, la obra cumbre de las telenovelas chilenas: “La madrastra”, que seguramente debe ser la madre y modelo de cientos de teleseries posteriores, objeto de estudio para los conocedores y de culto para los seguidores.
Moya Grau fue, durante varios años, presidente de la Sociedad de Autores de Chile, Satech, y en 1981 recibió el “Premio Nacional de Televisión”.

### Grandes éxitos

#### La Colorina
En 1977, Moya Grau realizó la que hasta entonces fue su mejor teleserie, La Colorina, cuya atípica protagonista, una prostituta, fue interpretada por Liliana Ross para la cadena televisiva TVN. En 1980, la cadena mexicana Televisa realizó la adaptación titulada Colorina, protagonizada por Lucía Méndez, cuya interpretación aún se recuerda. En 1993, se realizó una versión argentina titulada Apasionada, interpretada por Susú Pecoraro. En el 2001, Televisa realizó una nueva adaptación, llamada Salomé, cuya protagonista fue Edith González.[cita requerida]

#### La madrastra
En 1981, vio la luz su mayor éxito, una de las teleseries más recordadas y emblemáticas, La madrastra, emitida por la cadena televisiva Canal 13, protagonizada por Jael Unger como la madre injustamente encarcelada durante veinte años y que regresa a su país en busca del verdadero culpable del crimen del que se le acusó, convirtiéndose paralelamente en la madrastra de sus propios hijos. Este drama policial conquistó a todo Chile, país que se paralizaba cada tarde para ver la teleserie, convirtiéndola en un verdadero fenómeno televisivo. Televisa ha realizado cuatro versiones de esta teleserie, la última protagonizada por Aracely Arámbula en 2022.[cita requerida]

### Reconocimiento
En 1982 Arturo Moya Grau sufrió su primer traspié profesional cuando su miniserie La señora no obtuvo los resultados esperados y fue sepultada por la crítica; el autor se disgustó con la prensa nacional y amenazó con no seguir escribiendo.
En 1983 llamó la atención con La noche del cobarde, donde repitió la fórmula de La madrastra en la búsqueda de un culpable, en este caso, al violador de la protagonista. Esta teleserie marcó la ruptura del guionista con el director Óscar Rodríguez Gingins, puesto que este aprovechó un viaje de Moya Grau para modificar el final de esta teleserie; el guionista pretendía dejar un final abierto, pero el director colocó a un culpable, cosa que Moya Grau no perdonó.
En 1985 se transmitió La trampa y en 1987 La última cruz, teleserie con la que Moya Grau tuvo un altercado con el equipo de producción de la teleserie y Canal 13, ya que quitaron varias escenas, por lo cual decidió cortar vínculos con la cadena televisiva y no escribir más para Chile.

### El problema de la autoría
Arturo Moya Grau fue uno de los primeros guionistas de Chile en pelear por el derecho de autor, sobre todo cuando debió pelear con todos los resquicios legales para que Televisa de México reconociera abiertamente que le habían plagiado La madrastra. Finalmente consiguió el reconocimiento y un millón de dólares de parte de la cadena televisiva por la utilización libre de todas sus obras dramáticas.
Con el correr de los años, su éxito se fue acrecentando tanto en Chile como en el exterior. Televisa comenzó a interesarse por sus historias; sin embargo, al parecer el verdadero dueño de las historias de Moya Grau fue Canal 13 y, de acuerdo con declaraciones vertidas por la actriz Liliana Ross en el programa Lo mejor del Mundial en 1990, Canal 13 cedió los derechos de todas las historias de Moya Grau y, por ende, todo ese material nunca más podría ser recuperado por los canales de televisión chilenos.

### Últimos años
En 1992 Moya Grau presentó a Canal 13 una historia llamada Miedo de amar que, al igual que muchas de sus historias, retrataba a una mujer a la cual la vida le había negado la posibilidad de amar a los demás, sin embargo, la historia no fue aceptada por la cadena televisiva. La teleserie del segundo semestre de dicho canal se llamó Fácil de amar, todo lo contrario a lo que Moya Grau pretendía contar.
Arturo Moya Grau demostró que, en la vida misma, en la realidad de cada día, hay miles de historias que contar, que en lo simple de las cosas hay más profundas emociones que en los argumentos alambicados y "profundos" de muchos otros escritores. Sin embargo, sus mismos colegas, los críticos y los periodistas nunca le llamaron dramaturgo, a lo más, "guionista".
Moya Grau murió en 1994 acompañado de sus seres más queridos y de su esposa, la también actriz Ester Dulitzky Moiseeff, alías Ester Mayo.

### Legado
El legado de Arturo Moya Grau sigue vigente a través de la cadena de televisión mexicana Televisa, que durante 2001 y 2002 exhibió con éxito en México y el resto de Latinoamérica la tercera versión de La Colorina, Salomé.
En 2007 recibió un homenaje póstumo en la Cámara de Diputados de Chile, en conmemoración el aniversario de su fallecimiento, con asistencia de sus hijas María Ester Moya y Amalia Bravo, y de los actores Walter Kliche y Alberto Mery.
Pero próximamente en el año 2016 Aguas calientes llevará la cuarta versión de Colorina titulada Colorina, simplemente mujer protagonizada por Diana Casas, Jorge Flores, como los villanos son Diana Mejia y Cesar Eduardo Tejada bajo la producción de San Roman.

## Obras

### Como dramaturgo
- El rosario de plata (radionovela)
- Dos mujeres y un hombre (radionovela)
- El rosario de plata (1969)
- El padre Gallo (1970)
- Dos mujeres y un hombre (1971) (basado en Dos mujeres y un hombre)
- Rosario (1971) (basado en El rosario de plata)
- María José (1975)
- J. J. Juez (1975)
- Sol tardío (1976)
- El padre Gallo (1977)
- La Colorina (1977)
- Pelusita (1980)
- Una limosna de amor (1981)
- Juegos del destino (1981)
- La madrastra (1981)
- La señora (1982) (miniserie)
- La noche del cobarde (1983)
- La trampa (1985)
- La última cruz (1987)
- Fácil de amar (1991)

### Como actor
- El padre Gallo (1970) - Padre Gallo
- J. J. Juez (1975) - El Pajarito
- María José (1975) - Sergio
- Sol tardío (1976) - El Pingüino
- La Colorina (1977) - El Pejerrey
- La madrastra (1981) - Saturnino Diez Cabezas, El Langosta
- La noche del cobarde (1983) - El Zorro
- La trampa (1985) - El Gaviota
- La última cruz (1987) - Loromiro Redondo, El Loro

## Adaptaciones de sus telenovelas
- Un ángel en el fango (1967) (Televisa, remake de Dos mujeres y un hombre)
- Un ángel en el fango (1968) (Canal 13, remake de Un ángel en el fango)
- Rosario (1969) TV Series (Televisa, remake de El rosario de plata)
- Una plegaria en el camino (1969) (Televisa)
- El padre Gallo (1977) (Canal 13, remake de la teleserie homónima)
- María José (1978) (Televisa, remake de la teleserie homónima)
- J. J. Juez (1979) (Televisa, remake de la teleserie homónima)
- Colorina (1980) (Televisa, remake de la teleserie homónima)
- Pelusita (1980) (Televisa)
- Una limosna de amor (1981) (Televisa)
- Juegos del destino (1981) (Televisa)
- Los años felices (1984) (Televisa, remake de Sol tardío)
- Vivir un poco (1985) (Televisa, remake de La madrastra)
- El padre Gallo (1986) (Televisa, remake de la teleserie homónima)
- Apasionada (1993) (Televisa Argentina, remake de La Colorina)
- Para toda la vida (1996) (Televisa, remake de La madrastra)
- Forever (1996) (Fox Television, remake de La madrastra)
- Sentimientos ajenos (1996) (Televisa, remake de Un ángel en el fango)
- Salomé (2001) (Televisa, remake de La colorina)
- La madrastra (2005) (Televisa, remake de la teleserie homónima)
- ¿Quién mató a Patricia Soler? (2015) (RCN Televisión, remake de La madrastra)
- Colorina (2017) (América Televisión, remake de la teleserie homónima)
- La madrastra (2022) (Televisa, remake de La madrastra)